# Dietrich Treide

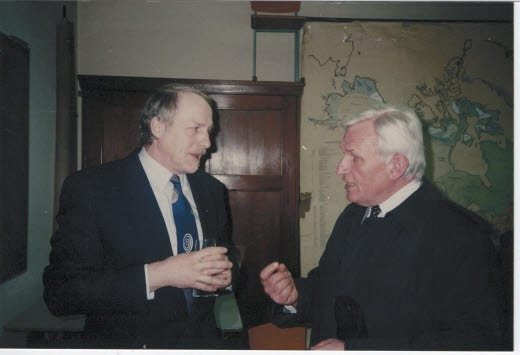
Dietrich Treide (re.) und Bernhard Streck 1993 am Institut für Ethnologie der Universität Leipzig

Dietrich Treide (* 25. März 1933 in Leipzig; † 2. November 2008 ebenda) war ein deutscher Ethnologe und Hochschullehrer.

## Leben und Werk
Treide studierte von 1951 bis 1955 Ethnologie und Vor- und Frühgeschichte an der Karl-Marx-Universität Leipzig unter anderem bei Eva Lips und lehrte seit 1985 als ordentlicher Professor am Julius–Lips-Institut für Völkerkunde und Vergleichende Rechtssoziologie. Seit 1965 war er Mitglied der SED. Er gehörte zu den Initiatoren und Mitautoren des populärwissenschaftlichen Sachbuchs Völkerkunde für Jedermann, mit dem das Institut weit über die Grenzen der DDR hinaus Bekanntheit erlangte.
Nach der Wiedervereinigung war er bis 1993 als Leiter des Instituts  für Ethnologie an der Universität Leipzig tätig. Im Zuge der personellen Erneuerung ostdeutscher Universitäten, wurde er 1994 trotz positiver politischer Evaluierung und wissenschaftlicher Prüfung „aus Mangel an Bedarf“ entlassen und die Stelle kurz danach neu ausgeschrieben. Sein Nachfolger wurde Bernhard Streck. Treide klagte gegen seine Entlassung beim Arbeitsgericht und erreichte einen Vergleich. Er konnte mit einem befristeten Vertrag bis 1996 an die Universität Leipzig zurückkehren, nun als o. Professor für Ethnologie am Institut für Kulturwissenschaften.
Von 1991 bis 1993 war Treide Vorsitzender der Deutschen Gesellschaft für Völkerkunde (DGV, heute Deutsche Gesellschaft für Sozial- und Kulturanthropologie/DGSKA). 1990 gehörte er zu den Mitbegründern der Gesellschaft für Ethnographie in Berlin.

## Veröffentlichungen (Auswahl)
- Die Organisierung des indianischen Lachsfangs im westlichen Nordamerika, Berlin 1965.
- Wolfgang Liedtke, Eva Lips, Willi Stegner, Dietrich Treide (Hg.): Völkerkunde für jedermann. VEB Hermann Haak Gotha/Leipzig, 1965.
- Traditional Ways of Fishery in Modern Communities, in: Proceedings. VIIIth International Congress of Anthropological an Ethnological Sciences 1968, Tokyo and Kyoto. Vol. II. Ethnology, Tokyo 1968.
- Zu einigen aktuellen Fragen der ethnographischen Wirtschafts- und Sozialforschung, in: Beiträge zur ethnographischen Wirtschafts- und Sozialforschung, Ergebnisse einer Tagung aus Anlass des 80. Geburtstages von Julius Lips (=Jahrbuch des Museums für Völkerkunde zu Leipzig, Bd. 32), Berlin 1980, S. 7–107.
- Cultural Identities in Transnational Societies of Micronesia, in: Dekker, Ton / Helsloot, John / Wijers, Carls (Hrsg.): Roots and Rituals. The Construction of Ethnic Identities, Amsterdam 2000.
- (mit Barbara Treide): Individual Life Histories and Changing World of the Micronesians. The Story of Luke Masaharu Tman, in: Jahrbuch der Staatlichen Ethnographischen Sammlungen Sachsen, Bd. 43, S. 215–245.
- (mit Barbara Treide): Erlebte Ethnologie: Ein Rückblick auf die Geschichte der Universitäts-Ethnologie in Leipzig 1951 bis 1993. Reichert Verlag. 2013.